# Лондонская конвенция (1786)
Лондонская конвенция, также известная как Англо-испанская конвенция, является соглашением между Королевством Великобритании и Королевством Испании, касающимся статуса британских поселений на побережье Москитов в Центральной Америке. Соглашение было подписано 14 июля 1786 года.
В соответствии с положениями Парижского договора 1783 года, которые положили конец Американской войне за независимость и включали Испанию в качестве подписавшего, британские поселения на «Испанском континенте» должны были быть эвакуированы, используя язык, аналогичный таковому в Парижском договоре 1763 года, положившему конец Семилетней войне. Британские поселенцы в этом районе сопротивлялись осуществлению соглашения 1783 года[что?] (как это было после договора 1763 года), считая, что испанцы никогда фактически не контролировали этот район и поэтому район не относился к «Испанскому континенту». После того, как обе стороны увеличили военную деятельность в районе поселения Чёрная река, где проживали большинство британских поселенцев, было решено продолжить дальнейшие переговоры по разрешению проблемы.
В соглашении, подписанном 14 июля 1786 года в Лондоне, Великобритания согласилась эвакуировать все британские поселения с Берега Москитов. Взамен Испания согласилась расширить территорию, доступную британским лесозаготовителям на Юкатанском полуострове, и позволила им заготавливать древесину из красного дерева и других лиственных пород, которые ценились. Соглашение было реализовано, и англичане эвакуировали более 2000 человек. Большинство из них отправились в Белиз, но другие были перемещены на Ямайку, Гранд-Кайман или Роатан. Контроль над поселением Чёрная река был официально передан испанцам 29 августа 1787 года внуком его основателя Уильямом Питтом.